# Borne Sulinowo (gmina)
Borne Sulinowo (do końca 1994 gmina Silnowo) – gmina miejsko-wiejska w Polsce we wschodniej części województwa zachodniopomorskiego, w powiecie szczecineckim. Siedzibą gminy jest miasto Borne Sulinowo. Według danych z 31 grudnia 2016 r. gmina miała 9840 mieszkańców.
Miejsce w województwie (na 114 gmin):

powierzchnia 3., ludność 40.

## Położenie
Gmina znajduje się we wschodniej części województwa zachodniopomorskiego, w południowej części powiatu szczecineckiego.
Według danych z 1 stycznia 2010 r. powierzchnia gminy wynosiła 484,47 km². Gmina stanowi 27,4% powierzchni powiatu.
Sąsiednie gminy:
- Barwice i Szczecinek (powiat szczecinecki)
- Czaplinek (powiat drawski)

w województwie wielkopolskim:
- Jastrowie i Okonek (powiat złotowski)

Do 31 grudnia 1998 r. wchodziła w skład województwa koszalińskiego.

## Demografia
Według danych z 31 grudnia 2016 r. gmina miała 9840 mieszkańców, co stanowiło 12,5% ludności powiatu. Gęstość zaludnienia wynosi 20,3 osoby na km².

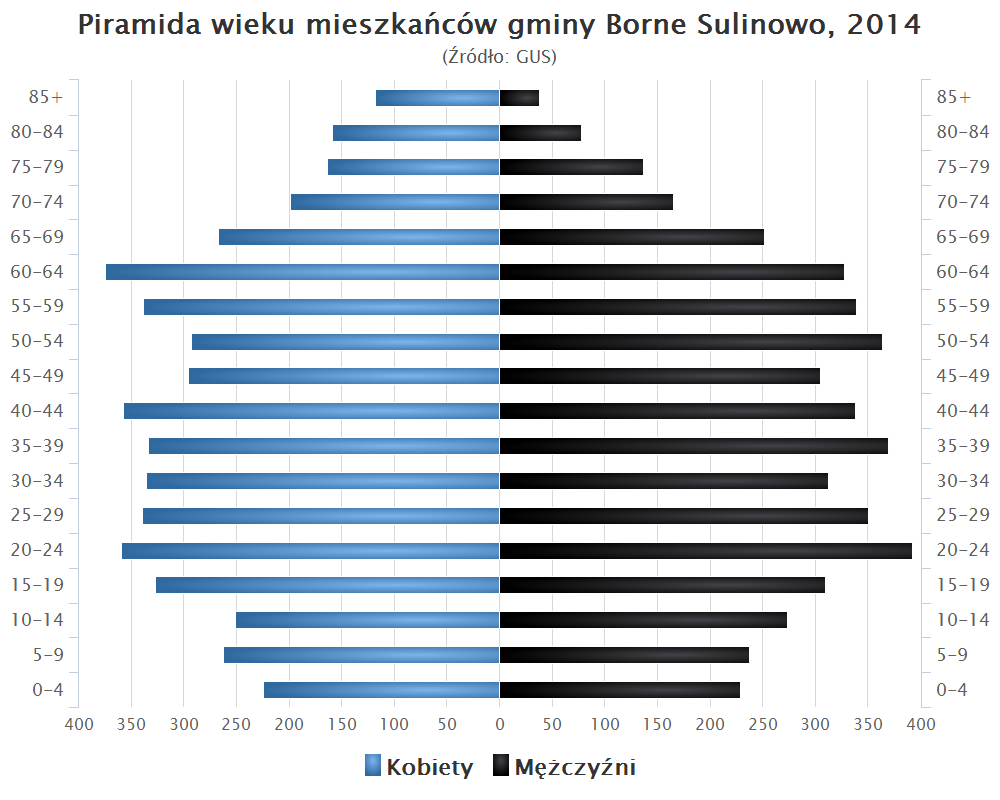
Piramida wieku mieszkańców gminy Borne Sulinowo w 2014 roku

Dane z 31 grudnia 2016 r.:
| Opis           | Ogółem | Ogółem | Kobiety | Kobiety | Mężczyźni | Mężczyźni |
| -------------- | ------ | ------ | ------- | ------- | --------- | --------- |
| Jednostka      | osób   | %      | osób    | %       | osób      | %         |
| Populacja      | 9840   | 100    | 5036    | 51,18   | 4804      | 48,82     |
| Miasto         | 4893   | 49,73  | 2591    | 26,33   | 2302      | 23,39     |
| Obszar wiejski | 4947   | 50,27  | 2445    | 24,85   | 2502      | 25,43     |

## Miejscowości
MiastoBorne Sulinowo
WsieCiemino, Czochryń, Dąbrowica, Grzywnik, Jeleń, Jelonek, Jeziorna, Juchowo, Kiełpino, Komorze, Krągi, Kucharowo, Liszkowo, Łączno, Łubowo, Nobliny, Okole, Piława, Przyjezierze, Radacz, Rakowo, Silnowo, Starowice, Śmiadowo, Uniemino
OsadyCiemino Małe, Dąbie, Grabno, Kądzielna, Kłosówko, Kolanowo, Międzylesie, Obrąb, Osiczyn, Strzeszyn, Śmiadowo-Kolonia, Zamęcie
Osady leśneBrzeźno, Kłomino, Płytnica

## Administracja
W 2016 r. wykonane wydatki budżetu gminy Borne Sulinowo wynosiły 39,8 mln zł, a dochody budżetu 39,5 mln zł. Zobowiązania samorządu (dług publiczny) według stanu na koniec 2016 r. wynosiły 18,3 mln zł, co stanowiło 46,2% poziomu dochodów.
Gmina Borne Sulinowo jest obszarem właściwości Sądu Rejonowego w Szczecinku. Sprawy z zakresu ubezpieczeń społecznych i sprawy gospodarcze są rozpatrywane Sąd Rejonowy w Koszalinie. Gmina jest obszarem właściwości Sądu Okręgowego w Koszalinie. Gmina (właśc. powiat szczecinecki) jest obszarem właściwości miejscowej Samorządowego Kolegium Odwoławczego w Koszalinie.
Mieszkańcy gminy Borne Sulinowo wraz z mieszkańcami gmin: Barwice i Grzmiąca wybierają 6 z 19 radnych do Rady Powiatu Szczecineckiego, a radnych do Sejmiku Województwa Zachodniopomorskiego w okręgu nr 4. Posłów na Sejm wybierają z okręgu wyborczego nr 40, senatora z okręgu nr 100, a posłów do Parlamentu Europejskiego z okręgu nr 13.
Gmina Borne Sulinowo utworzyła 21 jednostek pomocniczych gminy (19 sołectw i 2 osiedla):
Miasto należy do Związku Miast i Gmin Dorzecza Parsęty.
Osiedla
Osiedle Nr 1 w Bornem Sulinowie, Osiedle Nr 2 w Bornem Sulinowie
Sołectwasołectwo Ciemino, sołectwo Dąbie, sołectwo Jeleń, sołectwo Juchowo, sołectwo Kiełpino, sołectwo Komorze, sołectwo Krągi, sołectwo Kucharowo, sołectwo Liszkowo, sołectwo Łączno, sołectwo Łubowo, sołectwo Nobliny, sołectwo Piława, sołectwo Radacz, sołectwo Rakowo, sołectwo Silnowo, sołectwo Starowice, sołectwo Śmiadowo, sołectwo Uniemino

## Przyroda i turystyka
Gmina leży na styku pojezierzy: Szczecineckiego i Drawskiego oraz Równiny Wałeckiej. Położone w zachodniej części Jezioro Komorze znajduje się w granicach Drawskiego Parku Krajobrazowego. Przez gminę prowadzą dwa szlaki kajakowe: z jeziora Pile przez jezioro Komorze do jeziora Drawsko oraz z Wałcza przez rzekę Piławę, jezioro Pile (nad którym położone jest Borne Sulinowo), jeziora: Ciemino i Radacz oraz kanały do jeziora Trzesiecko. Nad jeziorem Ciemino znajduje się rezerwat „Bagno Ciemino”. Przez gminę prowadzi zielony szlak turystyczny „Wzniesień Moreny Czołowej”.
Władze gminy pobierają opłatę miejscową od turystów na terenie miejscowości: Borne Sulinowo, Łubowo, Jeziorna, Silnowo, Kiełpino, Piława, Międzylesie, Okole, Radacz, Jeleń, Jelonek, Przyjezierze, Ciemino, Komorze, Rakowo.

## Komunikacja
Przez gminę Borne Sulinowo prowadzi droga krajowa nr 20 ze Stargardu do Gdyni, łącząca Silnowo ze Szczecinkiem (20 km) i Czaplinkiem (20 km). Odległość z Bornego Sulinowa do siedziby władz powiatu, Szczecinka wynosi 20 km.
Łubowo uzyskało połączenie kolejowe w 1878 r. po połączeniu Czaplinka przez Szczecinek z miastem Czarne. W 1935 r. Łubowo połączono linią kolejową z Bornem Sulinowem. W 1975 r. linia Łubowo- Borne Sulinowo została zamknięta. Obecnie czynne są 2 stacje: Łubowo i Silnowo.
W gminie czynne są 3 urzędy pocztowe: Łubowo k. Szczecinka (nr 78-445), Silnowo (nr 78-446) i Borne Sulinowo (nr 78-449).

## Historia
Gmina została utworzona w 1993 r. z gminy Silnowo i terenu byłego poligonu radzieckiego, do dziś większość południowej części jest niezamieszkana. Na obszarze gminy znajdują się także schrony w linii jez. Ciemino – jez. Pile – Borne Sulinowo – rzeka Piława, są to pozostałości Wału Pomorskiego.
Na terenie gminy (ok. 10 km na południe od Bornego Sulinowa) znajduje się też opuszczone miasto Kłomino.